# 烏鴉的拇指
《烏鴉的拇指》是一套在2012年上映的日本電影，道尾秀介的同名小說改編，由伊藤匡史執導。

## 角色表
- 武澤竹夫（タケ）：阿部寬
- 入川鐵巳（テツ）：村上昭二（日语：村上ショージ）
- 河合彌廣[2]：石原聰美
- 河合真廣[2]：能年玲奈
- 石屋貫太郎：小柳友
- 當鋪老闆（質屋の店主）：孟加拉虎（日语：ベンガル (俳優)）
- 賽馬場賭客（競馬場の客）：中山裕介（日语：ユースケ・サンタマリア）
- 醫院員工（病院受付係）：坂本龍一
- 樋口：鶴見辰吾
- 樋口的手下：上田耕一（日语：上田耕一）

## 小說
- 《 by rule of CROW's thumb》：日文版，作者：道尾秀介，出版社：講談社，出版日期：2008年7月23日，ISBN 4062148056 （10碼），ISBN 978-4062148054 （13碼）
- 《烏鴉的拇指》：中文版，作者：道尾秀介，譯者：高詹燦，出版社：皇冠文化，出版日期：2011年11月21日，ISBN 9789573328520

## 外部連結
- 電影官方網站 （页面存档备份，存于）（日語）
- 互联网电影数据库（IMDb）上《烏鴉的拇指》的资料（英文）